# Герцогиня и Грязный лис
«Герцогиня и Грязный лис» — музыкальная кинокомедия с Голди Хоун в главной роли, экранизация произведения Барри Сандлера.

## Сюжет
1882 год. Неудачливый карточный шулер Чарли Мэллой по прозвищу Грязный Лис (Джордж Сигал) украл 40 тысяч у шайки крутых парней и собирается начать новую жизнь в Австралии. В Сан-Франциско, в ожидании парохода, он знакомится с артисткой кабаре Канарейкой (Голди Хоун), которая также мечтает начать новую жизнь (с одним рабочим и шестью выходными днями в неделю) в качестве гувернантки в семье многодетного мормона. Чтобы получить это место, ей нужно платье светской дамы. Прихватив чемоданчик с деньгами Мэллоя, Канарейка покупает платье, выдаёт себя за английскую герцогиню, получает место и едет в Солт-Лейк-Сити. Мэллой отправляется в погоню за "своими" деньгами. Пройдя многие испытания Канарейка-Герцогиня и Грязный Лис находят то, что бывает важнее денег.

## В ролях
- Джордж Сигал — Чарли Мэллоу (Грязный лис)
- Голди Хоун — Аманда «Канарейка» Куэйд
- Конрад Дженис — Глэдстоун
- Тэйер Дэвид — Джозия Виддикомб
- Дженнифер Ли — Троллоп
- Сид Гулд — Рэбби
- Пэт Эст — певец в мюзик-холле

## Награды и номинации
- Голди Хоун была номинирована на «Золотой глобус» (1977) за роль Аманды, но приз достался Фэй Данауэй за работу в фильме «Телесеть»

## Интересные факты
- Мелвин Франк выступил не только как режиссёр, сценарист и продюсер этой картины, но и как автор текстов песен, звучащих в ней.